# Joe Rosenthal
Joseph John Rosenthal (Washington, 9 ottobre 1911 – Novato, 20 agosto 2006) è stato un fotografo statunitense.

## Biografia
Ricevette il Premio Pulitzer per la fotografia Raising the Flag on Iwo Jima, scattata durante la battaglia di Iwo Jima, nella quale cinque marines ed un marinaio alzano una bandiera americana per segnalare la conquista di un rilievo dell'isola.  I sei militari in questione erano Rene Gagnon, Michael Strank, Harlon Block, Ira Hayes, Franklin Sousley e John Bradley.  Per la sua intensità e l'alta carica simbolica, l'immagine ebbe molto risalto a livello mediatico, diventando poi una vera icona del patriottismo statunitense. Dalla immagine fotografica fu ricavato un monumento bronzeo in scala naturale, il Marine Corp War Memorial, collocato nei pressi del Cimitero nazionale di Arlington; il monumento è detto più semplicemente Monumento di Iwo Jima.
Particolare interessante è che l'immagine riprende il secondo alzabandiera avvenuto quel giorno, mentre è quasi del tutto dimenticata la foto di Louis R. Lowery che riprende l'evento originale. Questo fatto portò negli anni a pensare che la foto di Rosenthal fosse frutto di una ricostruzione, con dei militari messi in posa, mentre in effetti ritrae una reale azione di guerra.